# Uniramidesmus constrictus
Uniramidesmus constrictus är en mångfotingart som beskrevs av Mikhaljova 1998. Uniramidesmus constrictus ingår i släktet Uniramidesmus och familjen plattdubbelfotingar. Inga underarter finns listade i Catalogue of Life.